# Luftfahrtgesellschaft Walter
Luftfahrtgesellschaft Walter mbH, generalmente abreviada LGW, fue una aerolínea regional alemana con sede en Dortmund. Siendo originalmente un proveedor independiente de vuelos regulares y chárter de bajo volumen de pasajeros, LGW empezó a cooperar con Air Berlin en 2007, más tarde se convertiría en una subsidiaria y posteriormente dejó de operar bajo su nombre y código de aerolínea. Más tarde, operaba vuelos para Lufthansa hasta su cese, en 2020.

## Historia

### Compañía independiente

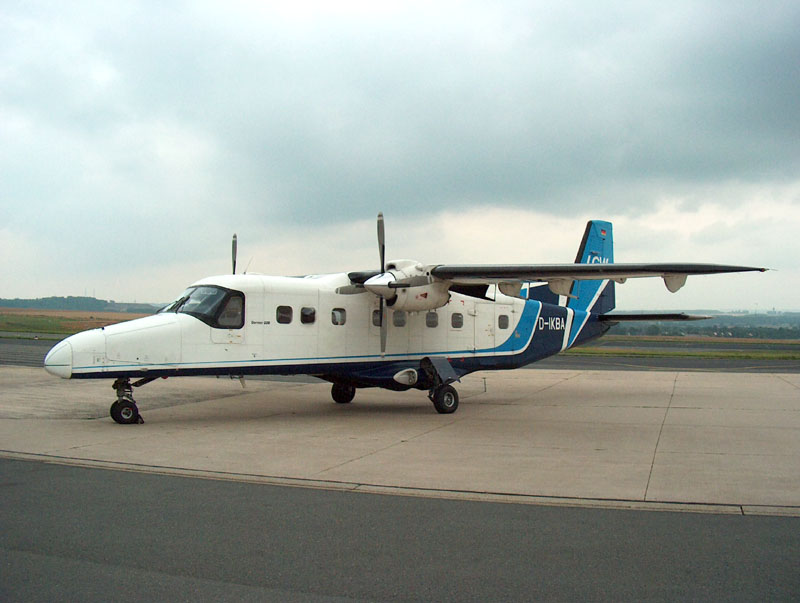
Un Dornier Do 228 de la aerolínea en 2004.

Luftfahrtgesellschaft Walter fue fundada en 1980 por Bernd Walter, el dueño de una escuela de vuelo en el Aeropuerto de Dortmund Inicialmente, LGW ofreció vuelos chárter bajo demanda y servicios de taxi aéreo. Durante los años 90, la aerolínea conformó una red de vuelos domésticos regulares. En aquel tiempo,  tenía 25 empleados y el Dornier Do 228 con capacidad de 19 pasajeros era el avión más grande de su flota.

### Cooperación con Air Berlin
En 2007, LGW se asoció con Air Berlin, la segunda aerolínea más grande de Alemania. Desde el 12 octubre de ese año, los vuelos de LGW a Dusseldorf y Berlín fueron vendidos a través del servicio de reservas de Air Berlin. Al año siguiente, Air Berlin introdujo el Bombardier Dash 8 Q400 a su flota. Las diez aeronaves de ese tipo fueron arrendadas a LGW y operadas en rutas regionales desde ese momento.
El 2 de marzo de 2009, Air Berlin notificó al Bundeskartellamt que se convertiría en el accionista mayoritario de LGW.
En primavera 2015, LGW aumentó su flota de Bombardier Dash 8 Q400 de 12 a 17.

## Destinos

### Destinos anteriores
Durante los años 90 y la década de los 2000, LGW operó los siguientes destinos domésticos:

## Flota

### Flota actual

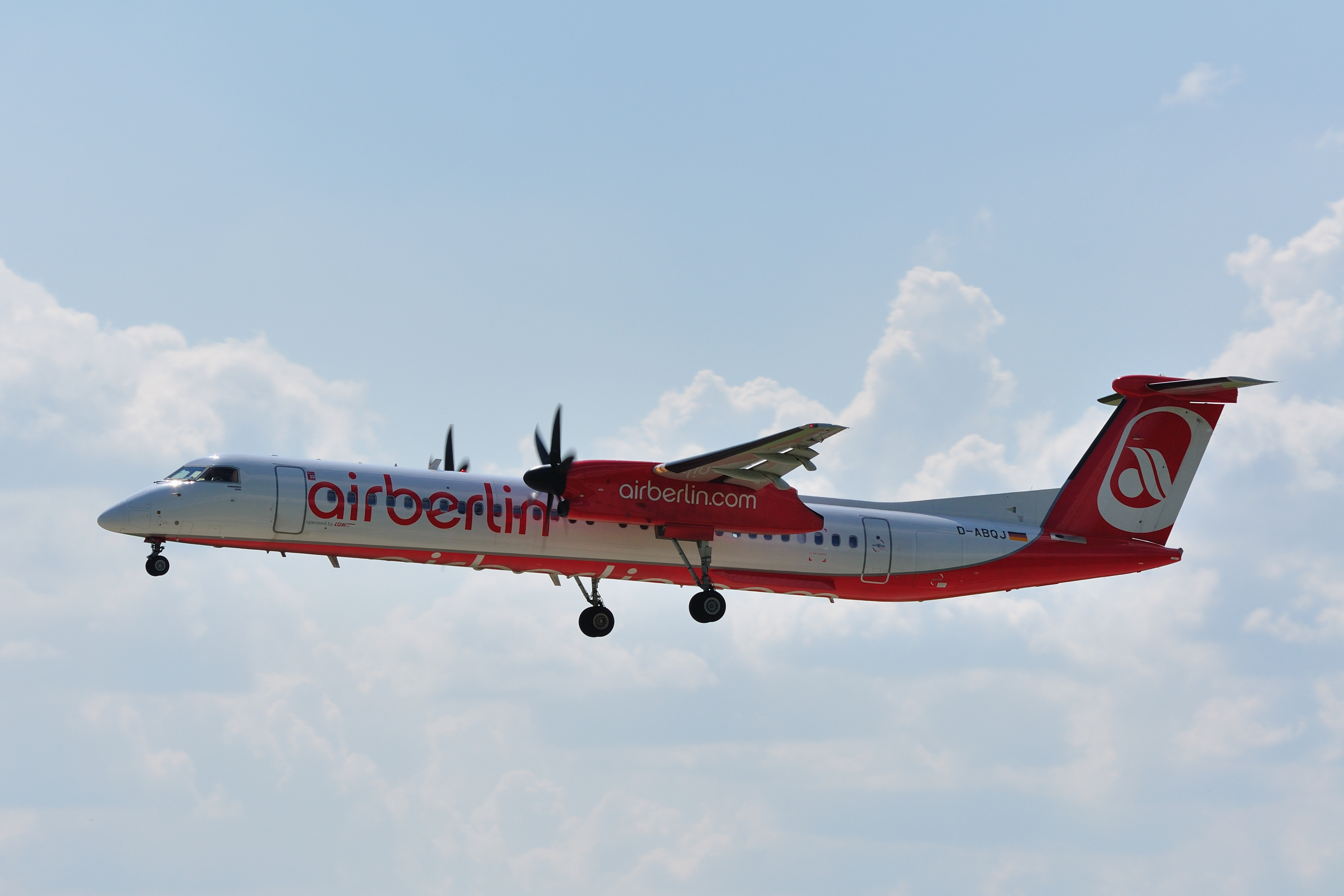
Un Bombardier Dash 8 Q400 de LGW operado para Air Berlin.

A diciembre de 2020, LGW opera las aeronaves siguientes, con una edad media de 11.5 años:

## Flota Histórica
Sobre los años, LGW operó los tipos de aeronave siguientes: